# Râul Hula
Râul Hula este un curs de apă afluent al râului Bălăteasa. 

## Hărți
- Harta munții Codru Moma  Arhivat în 9 iunie 2008, la Wayback Machine.
- Harta munții Apuseni